# Lynn Gladden
Dame Lynn Faith Gladden DBE (* 30. Juli 1961) ist eine englische Chemikerin.
Gladden erwarb 1982 ihren Bachelor-Abschluss in Physikalischer Chemie an der University of Bristol und wurde 1987 an der Universität Cambridge promoviert. Sie ist Shell Professor für Chemieingenieurwesen in Cambridge und Pro-Vice-Chancellor für Forschung. Sie ist leitende Wissenschaftlerin am NMR-Zentrum der Universität (MRRC). 1999 wurde sie Fellow des Trinity College.
Sie verwendet Kernspinresonanzspektroskopie in der technischen Chemie (zum Beispiel Katalyse, Ölbohren, Pharmazie), einschließlich bildgebender Verfahren (MRI). Außerdem untersucht sie die Anwendung von Terahertz-Spektroskopie in der Pharmazie.
1987 erhielt sie die Beilby Medal und 2000 die Tilden Silbermedaille der Royal Society of Chemistry. 1995 war sie Miller Visiting Professor an der University of California, Berkeley. 2014 hielt sie die Bakerian Lecture.
Sie wurde Fellow der Royal Society (2004) und Fellow der Royal Academy of Engineering sowie der Royal Society of Chemistry. 2010 wurde sie zum Mitglied der Academia Europaea gewählt. 
2009 wurde sie als Commander in den Order of the British Empire aufgenommen und 2020 als Dame Commander des Order of the British Empire geadelt. 